# Yanina Kuskova
Yanina Kuskova (kyrillisch Янина Кускова, daher gelegentliche Transkription Janina Kuskowa; * 5. Dezember 2001 in Taschkent) ist eine usbekische Radrennfahrerin, die im Straßenradsport und im Bahnradsport tätig ist.

## Leben
Yanina Kuskova begann in ihrer Kindheit, Radsport zu betreiben. 2019 hat sie die usbekische Junioren-Meisterschaft gewonnen. Im selben Jahr gewann sie bei den Asienmeisterschaften im Bahnradsport in Jakarta bei den Juniorinnen die Silbermedaille im Punktefahren sowie die Bronzemedaille in der Einerverfolgung. Bei den Asienmeisterschaften im Straßenradsport in Taschkent gewann sie drei Monate später die Silbermedaille im Einzelzeitfahren der Juniorinnen.
Im Jahr 2020 gewann sie die usbekische Meisterschaft im Straßenrennen sowie im Einzelzeitfahren. 2021 nahm sie zusammen mit der Nationalmannschaft am Germenica Grand Prix Road Race WE teil und belegte den zehnten Platz. Im selben Jahr gewann sie erneut die usbekische Meisterschaft in Straßenrennen und Einzelzeitfahren.
Im Jahr 2022 schloss sich Kuskova dem UCI Women’s Continental Team Tashkent City Women an und gewann mit dem Grand Prix Mediterranean ihr erstes internationales Rennen. Im selben Jahr nahm sie bei den Asienmeisterschaften im Straßenradsport wurde sie Asienmeisterin im Einzelzeitfahren der U23, zudem war sie Mitglied des siegreichen usbekischen Teams im Mannschaftszeitfahren und gewann die Bronzemedaille im Straßenrennen der U23. Bei den Asienmeisterschaften im Bahnradsport in Neu-Delhi gewann sie drei Bronzemedaillen in der Einerverfolgung, im Punktefahren sowie im Zweier-Mannschaftsfahren.
Im März 2023 gewann Kuskova bei der Porec Trophy Ladies in Kroatien (Klasse 1.2), während sie beim Etappenrennen Trofeo Ponente in Rosa in Italien Zweite wurde und die Nachwuchswertung gewann. Bei den Asienmeisterschaften 2023 verteidigte sie in der U23 ihren Titel im Einzelzeitfahren und wurde Zweite im Straßenrennen. Zudem gewann sie die nationalen Meisterschaften im Straßenrennen. Am 4. Oktober kam sie bei den Asienspielen in Hangzhou (China) im Straßenradsportwettbewerb als Fünfzehnte ins Ziel.
2024 gewann Kuskova die usbekische Tour of Bostonliq Ladies, bei der amerikanischen Tour of the Gila war sie in jeder Etappe unter den besten Elf und am Ende Sechste. Mit Silber im Einzelzeitfahren der Asienmeisterschaften holte sie dort zum ersten Mal eine Einzelmedaille. Ende Juni gewann sie zum vierten Mal das Straßenrennen bei den Landesmeisterschaften. Die Tour de France Femmes 2024 konnte sie als einzige Fahrerin ihres Teams beenden und belegte den 47. Platz der Gesamtwertung.
Kuskova vertrat ihr Land bei den Straßenradsport-Weltmeisterschaften 2021, 2022, 2023 und 2024  sowie im olympischen Straßenrennen 2024.

## Erfolge

### Straße
2019
- Asienmeisterschaften – Einzelzeitfahren (Junioren)
- Usbekische Meisterin – Einzelzeitfahren (Junioren)

2020
- Usbekische Meisterin – Straßenrennen und Einzelzeitfahren

2021
- Usbekische Meisterin – Straßenrennen und Einzelzeitfahren

2022
- Asienmeisterin – Mannschaftszeitfahren
- Asienmeisterin – Einzelzeitfahren (U23)
- Grand Prix Mediterranean

2023
- Asienmeisterschaften – Mixed-Staffel
- Asienmeisterin – Einzelzeitfahren (U23)
- Usbekische Meisterin – Straßenrennen
- Usbekische Meisterin – Einzelzeitfahren (U23)
- Tour of Bostonliq Ladies I und II
- Poreč Trophy Ladies
- Nachwuchswertung Trofeo Ponente in Rosa

2024
- Gesamtwertung und eine Etappe Tour of Bostonliq Ladies
- Asienmeisterschaften – Einzelzeitfahren, Mixed-Staffel
- Usbekische Meisterin – Straßenrennen

2025
- Asienmeisterin – Einzelzeitfahren
- Usbekische Meisterin – Einzelzeitfahren

### Bahn
2019
- Asienmeisterschaften – Punktefahren (Junioren)
- Asienmeisterschaften – Einerverfolgung (Junioren)

2021
- Usbekische Meisterin – Omnium, Scratch, Einerverfolgung, Madison (mit Margarita Misyurina)

2022
- Asienmeisterschaften – Punktefahren, Einerverfolgung und Zweier-Mannschaftsfahren (mit Nafosat Koziewa)
- Islamische Solidaritätsspiele – Punktefahren, Einerverfolgung

2023
- Usbekische Meisterin – Mannschaftsverfolgung (mit Margarita Misyurina, Nafosat Koziewa und Olga Sabelinskaja)